# Luciele di Camargo
Maria Lucier de Camargo Araújo (Goiânia, 25 de outubro de 1977), mais conhecida como Luciele di Camargo, é uma atriz brasileira. É irmã da dupla Zezé Di Camargo & Luciano, do cantor gospel Wellington Camargo, do também cantor Camargo da dupla Cleiton & Camargo e tia da cantora Wanessa Camargo.

## Carreira
Em 1995, aos 17 anos, mudou-se de Goiânia para São Paulo para estudar teatro. Formou-se no Teatro Escola Célia Helena e na Universidade Anhembi Morumbi no curso de artes cênicas. Estreou no teatro em 1998, tendo feito diversas peças ao longo dos anos. Estreou na televisão em 2003 como a telefonista Dirce de Mulheres Apaixonadas, que se envolvia com o personagem de Rodrigo Santoro. Ganhou destaque em 2006 como a ninfeta Camila em Páginas da Vida, que fazia de tudo para seduzir seu professor e arruinar o casamento dele. Na sequência esteve como a caipira Nalva no Sítio do Pica Pau Amarelo. Em 2009 esteve na primeira temporada do reality show A Fazenda e na telenovela Bela, a Feia como a ricaça Úrsula, seu último trabalho como atriz antes de se casar e deixar a carreira.

## Vida Pessoal
Casou com o ex-jogador de futebol Denílson no dia 30 de maio de 2010, em São Paulo, onde residem. Luciele e Denílson têm dois filhos: Maria Eduarda, nascida em 26 de julho de 2010, e Davi, nascido em 22 de fevereiro de 2015. Ela e a família são evangélicos.

## Filmografia

### Televisão
| Ano  | Título                    | Personagem                        | Notas                       |
| ---- | ------------------------- | --------------------------------- | --------------------------- |
| 2003 | Mulheres Apaixonadas      | Dirce                             |                             |
| 2004 | Senhora do Destino        | Djenane (jovem)                   | Episódios: "28–30 de junho" |
| 2006 | Páginas da Vida           | Camila Fragoso Martins de Andrade |                             |
| 2007 | Sítio do Pica Pau Amarelo | Nalva Maria                       |                             |
| 2007 | Dança no Gelo             | Participante                      | Temporada 3                 |
| 2008 | Casos e Acasos            | Soraya                            | Episódio: "O Presente"      |
| 2009 | A Fazenda                 | Participante                      | Temporada 1                 |
| 2009 | Bela, a Feia              | Úrsula                            |                             |

### Cinema
| Ano  | Título         | Personagem |
| ---- | -------------- | ---------- |
| 2002 | Garotas do ABC | Suzana     |

## Teatro
- 1998 - Muito Barulho por Nada
- 1998 - Os Sete Gatinhos
- 1999 - Cuidado: Garoto Apaixonado
- 1999 - Grogue
- 2000 - Tartufo
- 2000 - Taxi Drive-in
- 2001 - O Homem do Princípio ao Fim
- 2002 - Beijos, Escolhas e Bolhas de Sabão
- 2006 - Todo Gato Vira Lata tem a Vida Sexual Melhor que a Minha
- 2008 - Encenação de São Vicente
- 2007 - Gelo e Prata
- 2008 - Pedro no Mundo da Imaginação